# Clube Boavista de São Mateus
O Clube Boavista de São Mateus é um clube português, localizado em São Mateus, na ilha do Pico, Arquipélago dos Açores.

## História
O clube foi fundado em 1982 na freguesia de São Mateus, este clube tem um estádio próprio, com o nome de Campo Municipal Bom Jesus, devido à grande veneração deste pelo povo da freguesia. 
Campeão da Associação de Futebol da Horta na época 2006/2007 e respectiva subida ao campeonato Nacional da III divisão série Açores.
No final da época 2011/2012 e após ter conseguido um quinto lugar no campeonato nacional da III divisão série Açores, o clube abandona a actividade em futebol sénior por dificuldades financeiras.
Actualmente o clube participa nos distritais ( masculinos e femininos ) de futsal, organizado pela associação de Futebol da Horta.
Tem diversos escalões de formação em futebol e futsal.
O atletismo continua a ser uma das principais actividades do clube.

## Futebol

### Histórico(inclui 07/08)
|                   | Nº Presenças | Títulos |
| ----------------- | ------------ | ------- |
| Temporadas na 1ª  | 0            |         |
| Temporadas na 2ª  | 0            |         |
| Temporadas na 2ªB | ??           |         |
| Temporadas na 3ª  | ??           |         |
| Taça de Portugal  | ??           |         |
| Taça da Liga      | 0            |         |

### Classificações
| Escalão          | 00/01 | 01/02 | 02/03 | 03/04 | 04/05 | 05/06 | 06/07 | 07/08  | 08/09  |
| ---------------- | ----- | ----- | ----- | ----- | ----- | ----- | ----- | ------ | ------ |
| Liga Sagres      | -     | -     | -     | -     | -     | -     | -     | -      | -      |
| Liga Vitalis     | -     | -     | -     | -     | -     | -     | -     | -      |        |
| II Divisão       | -     | -     | -     | -     | -     | -     | -     | -      | -      |
| III Divisão      | -     | -     | -     | -     | -     | -     | -     | 1º(D*) | 4º(A*) |
| 1º Escalão Dist. | -     | -     | -     |       | -     | -     | -     | -      | -      |
| 2º Escalão Dist. | -     | -     | -     | -     | -     | -     | -     | -      | -      |
| 3º Escalão Dist. | -     | -     | -     | -     | -     | -     | -     | -      | -      |

D* Campeonato (Zona de Despromoção)
A* Campeonato (Zona de Apuramento)